# Clusiosoma laterale
Clusiosoma laterale es una especie de insecto del género Clusiosoma de la familia Tephritidae del orden Diptera.

## Historia
Walker la describió científicamente por primera vez en el año 1865.